# James Fenner
James Fenner (Providence, 1771. január 22. – Providence, 1846. április 17.) az Amerikai Egyesült Államok szenátora (Rhode Island, 1805–1807).